# Willy Ley
Willy Ley (Berlín, Alemania, 2 de octubre de 1906-Nueva York, 24 de junio de 1969) fue un escritor y científico que contribuyó a popularizar los cohetes y el vuelo espacial.
Estudió ciencias en las universidades de Alemania, pero abandonó su proyecto de ser geólogo, después de leer en 1926 un trabajo del científico Hermann Oberth sobre cohetes. También participó en el número de agosto de 1938 de la longeva revista Astounding Science Fiction con un artículo científico titulado: Orbits, take-offs and landings.

## Biografía
Fue hijo de Julius Otto Ley, un viajante de comercio, y de Frida May, hija de un sacristán luterano.
Estudió paleontología en la Universidad de Berlín, pero pronto se interesó por el vuelo espacial después de leer el libro Die Rakete zu den Planetenräumen (Hacia el espacio interplanetario en cohete) de Hermann Oberth. El 1926 publicó su propio libro sobre el tema: Die Fahrt in den Weltraum (Viaje al espacio exterior).
En 1927 fue el impulsor y uno de los primeros miembros del Verein für Raumschiffahrt, la "Sociedad Alemana de Viajes Espaciales", un grupo amateur interesado por los cohetes, que se convirtió en un centro internacional de la investigación sobre este tema. Allí, trabajó con Wernher Von Braun y otros, en diversos proyectos y en particular, en el desarrollo de un cohete autopropulsado por combustible líquido. Escribió abundantemente en su diario, Die Rakete (El cohete). Juntamente  con Oberth, también trabajó como asesor de Fritz Lang durante el rodaje de la película Frau im Mond (Señora en la Luna).
Disconforme con el régimen totalitario nazi, que por entonces empezaba a interesarse por la tecnología de los cohetes, abandonó Alemania en enero de 1935 a través de Gran Bretaña,, instalándose finalmente en los Estados Unidos, donde obtuvo la ciudadanía en 1944. Durante la Segunda Guerra Mundial asesoró al gobierno de Estados Unidos sobre misiles.
No encontrando apoyo para la investigación de cohetes y de viajes espaciales, se dedicó a escribir sobre otros campos de la ciencia, desde la astronomía hasta la zoología, y se hizo muy popular. Continuó escribiendo extensivamente sobre el vuelo espacial, empleando un lenguaje accesible. Nunca perdió la fe en los viajes espaciales, publicando numerosos informes de ciencia ficción y de no ficción, entre los que destaca "Conquest of Space" (1949). Sus trabajos de los años 50 y 60 son considerados clásicos de la ciencia popular. También escribió libros sobre fauna.
Fue también asesor científico para "The Tom Corbett, Space Cadet series of children's science fiction books", series de TV, y  de la Disney en la producción de películas sobre viajes espaciales y otras en películas como "The Space Explorers" de 1959.
Mantuvo una columna dedicada a la ciencia (titulada "For Your Information") en la publicación Galaxy Science Fiction desde el inicio de la revista en octubre de 1950 hasta su muerte. Ley murió en Jackson Heights (Queens) un mes antes que la primera persona pisara la luna.

## Publicaciones
- Ley es hoy día más conocido por sus libros sobre zoología. El más notable fue  "Exotic Zoology" (1959), que combina mitos y escritos antiguos, con mitos e historias nuevos. Ley habla de yetis y serpientes marinas, interesado por la criptozoología. La editorial Espasa Calpe, publicó en 1963 "El pez pulmonado, el dodo y el unicornio" (ISBN 9788423940509) traducido del inglés por José Banfi y Alfredo B. Besio, de Willy Ley, editado originalmente bajo el título de "The Lungfish, the Dodo, and the Unicord" en 1941, 1945 y 1948 por The Viking Press Inc.

| Ley colaboró con numerosos artículos de no-ficción en diversas revistas estadounidenses de ciencia ficción, incluyendo Other Worlds | Portada de julio de 1955 de Galaxy, dedicada al artículo de Ley | Otra portada de Galaxy dedicada a un artículo de Ley, en octubre de 1955 | Let's Build an Extraterrestrial!" (¡Construyamos un extraterrestre!) artículo de Ley referido en la portada de Galaxy de abril de 1956, ilustrada por Ed Emshwiller | "Are We Going to Build a Space Station?" (¿Vamos a construir una estación espacial?), otro trabajo de Ley en la portada de Galaxy de diciembre de 1962 |

## Eponimia
- El cráter lunar Ley lleva este nombre en su memoria.[13]

## Lecturas relacionadas
- Geppert, Alexander C. T. (2008). «Space Personae: Cosmopolitan Networks of Peripheral Knowledge, 1927–1957». Journal of Modern European History 6 (2): 262-286. Archivado desde el original el 22 de marzo de 2014.
- The Occult Roots of Nazism by Nicholas Goodrick-Clarke  Wellingborough, Northamptonshire, U.K.: Aquarian Press, 1985. Hardbound, 293 pages, illustrations, ISBN 0-85030-402-4.